# Primera Nacional TOP 10 2023
El Primera Nacional TOP 10 de 2023 fue la 75° edición del principal torneo de rugby de Chile.
Fue la primera edición del torneo con la nueva denominación Primera Nacional TOP 10.

## Sistema de disputa
Cada equipo disputó encuentros frente a cada uno de los rivales en condición de local y de visitante, totalizando 18 partidos cada uno.
Finalizada la fase regular los cuatro primeros equipos clasificaron a semifinales.
Puntuación
Para ordenar a los equipos en la tabla de posiciones se los puntuará según los resultados obtenidos.
- 4 puntos por victoria.
- 2 puntos por empate.
- 0 puntos por derrota.
- 1 punto bonus por ganar haciendo 3 o más tries que el rival.
- 1 punto bonus por perder por siete o menos puntos de diferencia.

## Clasificación
| Pos. | Equipo                | Encuentros | Encuentros | Encuentros | Encuentros | Tantos | Tantos | Tantos | Puntos Bonus | Puntos |
| Pos. | Equipo                | PJ         | PG         | PE         | PP         | F      | C      | Dif    | Puntos Bonus | Puntos |
| ---- | --------------------- | ---------- | ---------- | ---------- | ---------- | ------ | ------ | ------ | ------------ | ------ |
| 1.º  | COBS                  | 18         | 15         | 0          | 3          | 708    | 317    | +391   | 13           | 73     |
| 2.º  | Universidad Católica  | 18         | 12         | 2          | 4          | 651    | 487    | +164   | 18           | 70     |
| 3.º  | Old Boys              | 18         | 12         | 1          | 5          | 542    | 425    | +117   | 12           | 62     |
| 4.º  | Sporting Rugby Club   | 18         | 11         | 1          | 6          | 457    | 528    | -71    | 8            | 54     |
| 5.º  | Old Macks             | 18         | 8          | 2          | 8          | 521    | 517    | +4     | 12           | 48     |
| 6.º  | Stade Français        | 18         | 9          | 0          | 9          | 487    | 595    | -108   | 9            | 47     |
| 7.º  | Old John's            | 18         | 7          | 2          | 9          | 494    | 545    | -53    | 14           | 46     |
| 8.º  | Club Deportivo Alumni | 18         | 4          | 1          | 13         | 370    | 558    | -188   | 12           | 30     |
| 9.º  | PWCC                  | 18         | 3          | 0          | 15         | 376    | 533    | -157   | 12           | 24     |
| 10.º | Old Reds              | 18         | 4          | 1          | 13         | 490    | 587    | -97    | 6            | 24     |

|  | Semifinalistas.                           |
|  | Clasificado al repechaje por el descenso. |
|  | Desciende a la Segunda Nacional 2024.     |

## Semifinales
| 26 de agosto | COBS | 57 - 17 | Sporting Rugby Club |  |  |

| 26 de agosto | Universidad Católica | 7 - 45 | Old Boys |  |  |

## Final
| 2 de septiembre | COBS | 29 - 23 | Old Boys |  |  |

| Bandera de Chile |
| Campeón COBS     |
| Octavo título    |

## Descenso
| 23 de marzo de 2024 | PWCC | 33 - 3 | DOBS |  |  |